# Piper lowong
Piper lowong är en pepparväxtart som beskrevs av Carl Ludwig von Blume. Piper lowong ingår i släktet Piper och familjen pepparväxter. Inga underarter finns listade i Catalogue of Life.